# Hampton Hargate and Vale
Hampton Hargate and Vale – civil parish w Anglii, w Cambridgeshire, w dystrykcie (unitary authority) Peterborough. W 2011 civil parish liczyła 10472 mieszkańców.